# Guerras otomano-moldavas
El primer conflicto entre Moldavia y el Imperio otomano del que hay un relato histórico se produjo durante el reinado de Alejandro I de Moldavia, en 1420, cuando los otomanos intentaron capturar Chilia; el ataque no tuvo éxito.
En 1439, el rey Segismundo de Hungría discutió con el rey Vladislao II de Polonia sobre la división de Moldavia entre sus dos países. Segismundo se quejó de que los moldavos se negaban a ayudarle en sus expediciones contra los turcos, pero Ladislao sostuvo que los moldavos no podían ayudar a Segismundo con tropas porque le ayudaron a él en su lugar, por lo que Segismundo hubo de renunciar a sus reclamos.
En 1444, Moldavia envió tropas que se unieron al rey Vladislao III de Polonia en la batalla de Varna. Los turcos tenían camellos con ellos y en caso de derrota, derramarían oro y monedas de plata en el suelo con el fin de aflojar al enemigo. Los moldavos fueron tras los camellos para recoger las monedas.
Entre 1451 y 1457, Moldavia estaba en agitación civil y bajo Pedro III Aaron el principado pagó a la Sublime Puerta un tributo anual de 2.000 monedas de oro. En 1470, durante el gobierno de Esteban el Grande, la relación entre Moldavia y la Sublime Puerta volvió a ser hostil, y dio lugar a varios enfrentamientos, siendo el más notable el de la batalla de Vaslui, donde los otomanos fueron derrotados, y la batalla de Valea Albă, donde Mehmed II salió victorioso, pero se vio obligado a retirarse. 
En 1484, los otomanos lograron anexionar Chilia y Cetatea Albă. Después de 1504, Moldavia entró en decadencia y se vio obligada a aceptar el vasallaje otomano, pero los conflictos continuaron haciendo estragos hasta el siglo XIX, dando al país breves períodos de independencia.